# ۱۰ دلو
۱۰ دلو یک ستاره است که در صورت فلکی دلو قرار دارد.